# Mattatoio 5
Mattatoio 5 (Slaughterhouse-Five) è un film del 1972 diretto da George Roy Hill, tratto dal romanzo Mattatoio n. 5 di Kurt Vonnegut (1969). La storia utilizza la fantascienza per costruire un'opera contro la guerra e ogni tipo di violenza (sia Vonnegut sia il regista erano reduci della seconda guerra mondiale).
Vincitore del Premio della giuria al 25º Festival di Cannes e del Saturn Award per il miglior film di fantascienza, il film è ricordato anche per la colonna sonora d'eccezione, con Glenn Gould che esegue musiche di Johann Sebastian Bach.

## Trama
Il film ha diversi incipit. Billy Pilgrim vive contemporaneamente la propria esperienza di giovanissimo prigioniero di guerra americano in Germania durante la seconda guerra mondiale, di maturo socio di un'attuale azienda di famiglia e di singolare "eremita", costretto da misteriosi alieni su un lontano pianeta. Pilgrim, maturo occhialuto dall'aspetto mite e trasognato, rammenta o rivive il suo primo incontro da ragazzo con gli alieni, presentatisi a lui sotto forma di luce, per poi vedersi giovane soldato, prigioniero in un campo ricavato da un ex macello (chiamato appunto Mattatoio Cinque), assillato da Paul Lazzaro, un commilitone italo-americano psicotico e vendicativo.
Seguono gli anni del dopoguerra e del matrimonio, eventi che vive con distacco. Pilgrim sopravvive poi ad un incidente aereo di cui già conosceva l'imminenza, per subire quindi, quasi con indifferenza, la perdita tragicomica di sua moglie, rimasta vittima di un incidente stradale mentre tentava di raggiungerlo in ospedale. Gli alieni tornano da Pilgrim per portarlo nel loro "eremo cosmico", fornendogli anche la compagnia di un'avvenente e poco vestita attricetta californiana, appositamente rapita per lui mentre era intenta ad un bagno di sole, una donna che egli aveva già visto e "riconosciuto" su una rivista per soli uomini.
Le creature aliene, che si dicono appartenere al mondo di Tralfamadore, comunicano con Pilgrim esclusivamente attraverso delle voci. Si tratta di una razza superiore, incorporea, eterna, indipendente dallo scorrere del tempo. Hanno assistito alla creazione e alla fine dell'universo. Pilgrim, che ha ottenuto di condividere tali facoltà, sebbene non gli sia stato concesso di vivere una vita normale, conosce già le modalità della propria morte, ma è comunque sereno essendo certo di essere destinato a un'esistenza immortale. Durante una conferenza in cui comunica al mondo il messaggio di pace alieno, un invito a desistere da ogni guerra onde salvare l'umanità dall'autodistruzione, viene colpito a morte dal folle reduce italo-americano. Di nuovo giovane, assiste quasi incantato ad una Dresda appena distrutta dal terribile bombardamento del febbraio 1945.

## Accoglienza
La pellicola è stata accolta in maniera discreta dalla critica.

## Riconoscimenti
- 1972 - Festival di Cannes
  - Premio della giuria
- 1972 - Saturn Award
  - Saturn Award per il miglior film di fantascienza